# Burmesarchaea speciosus
Espèce
Synonymes
- Lacunauchenius speciosus Wunderlich, 2008

Burmesarchaea speciosus est une espèce éteinte d'araignées aranéomorphes de la famille des Archaeidae.

## Distribution
Cette espèce a été découverte dans de l'ambre de Birmanie. Elle date du Crétacé.

## Publication originale
- (en) Wunderlich, 2008 : The dominance of ancient spider families of the Araneae: Haplogyne in the Cretaceous, and the late diversification of advanced ecribellate spiders of the Entelegynae after the Cretaceous–Tertiary boundary extinction events, with descriptions of new families. Beiträge zur Araneologie, vol. 5, p. 524–675.